# ARA La Argentina (1937)
ARA La Argentina – lekki krążownik należący do marynarki argentyńskiej przystosowany do szkolenia marynarzy. Okręt został zatwierdzony do budowy w 1934. Kontrakt zawarto w 1935 z brytyjską firmą Vickers-Armstrongs. Cena wynosiła 6 milionów złotych peso (peso moneda nacional).
Okręt został zbudowany w Barrow in Furness w Anglii. Stępkę położono 11 stycznia 1936, zwodowano go 16 marca 1937 i nie został ukończony przed 31 stycznia 1939, ponieważ Brytyjczycy rozpoczęli program dozbrajania własnej marynarki.
Okręt wypłynął z Wielkiej Brytanii w lutym 1939 i dotarł do La Platy 2 marca. Wszedł do służby 12 kwietnia 1939. Odbył kilka rejsów szkolnych przed wojną i został umieszczony w jednostce bojowej by chronił neutralności Argentyny. Po wojnie odbył wiele rejsów szkolnych przed wycofaniem ze służby.
Został wycofany ze służby w 1972 i złomowany w 1974.

## Projekt
Projekt bazował na doświadczeniach brytyjskich i został zmodyfikowany w celu spełnienia wymagania Argentyny, która chciała mieć okręt szkolny dla 60 kadetów. Jednostka była powiększoną wersją krążowników typu Arethusa, z głównym uzbrojeniem umieszczonym w trzydziałowych wieżach.